# Lena Headey
Lena Kathren Headey (Hamilton, 3 ottobre 1973) è un'attrice britannica.
Ha ricevuto il plauso della critica per l'interpretazione della regina Cersei Lannister nella serie Il Trono di Spade, per la quale ha ottenuto cinque candidature agli Emmy Awards e una ai Golden Globe.

## Biografia
Lena Kathren Headey nasce il 3 ottobre 1973 nelle Isole Bermuda, dove il padre John Headey, poliziotto, era stato mandato in qualità di addestratore di reclute. Pochi anni dopo la famiglia fa ritorno in Inghilterra, stabilendosi dapprima nel Somerset e in seguito ad Huddersfield, West Yorkshire dove Lena rimane fino all'età di 17 anni, quando si trasferisce a Londra.

### Gli inizi
All'età di 17 anni viene selezionata dalla scuola per partecipare a una recita che si tiene al Royal National Theatre a Londra. Qui viene notata da un agente tramite il quale ottiene un'audizione e in seguito il suo primo ruolo nel film di Jeremy Irons Waterland del 1992. Dopo una piccola parte in Quel che resta del giorno nel 1994 ottiene il primo ruolo importante, quello di Kitty nel film della Walt Disney Mowgli - Il libro della giungla accanto a Jason Scott Lee, John Cleese e Sam Neill.
Tra il 1995 e il 1998 partecipa a diverse produzioni per il cinema e la tv tra cui Loved Up (1995), Grotesque (1995, con Sting), Band of Gold (1995), The Hunger (1997), Face (1997), Mrs Dalloway (1997) e Merlino (1998).
Il 1998 la vede inoltre di nuovo protagonista nel film inglese Due volte ieri accanto a Penélope Cruz e Douglas Henshall. Dopo un ruolo secondario in Onegin con Ralph Fiennes e Liv Tyler, nel 2000 ottiene di nuovo un ruolo da protagonista nel film Aberdeen, grazie al quale ottiene il Silver Iris Award allo European Film Festival di Bruxelles.

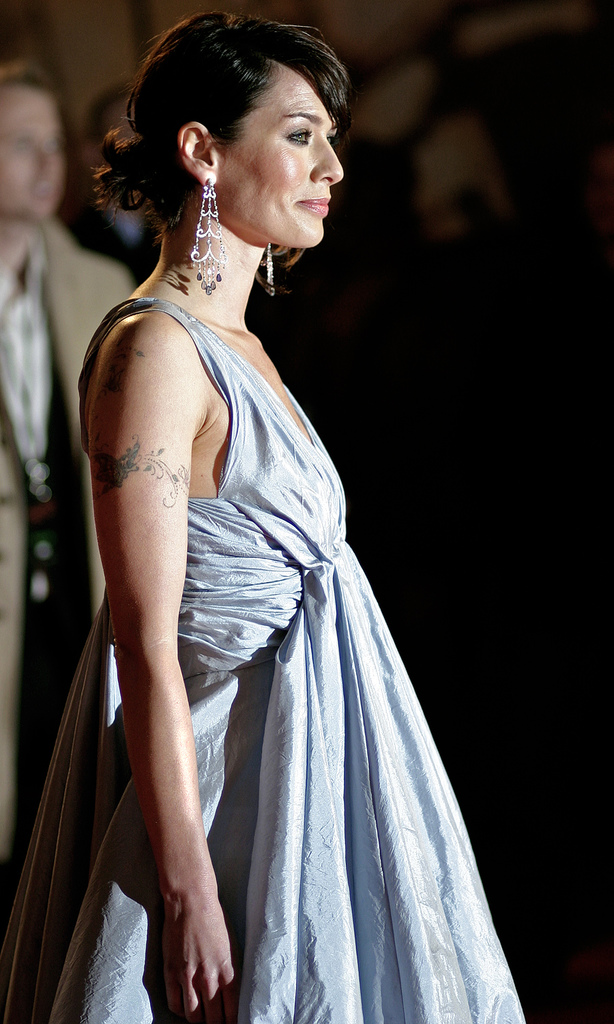
Lena Headey nel 2011

Sempre nel 2000 è protagonista del thriller Gossip con James Marsden, Joshua Jackson e Kate Hudson, mentre l'anno seguente recita con Jason Flemyng nel film inglese Anazapta. Negli anni successivi ha ruoli secondari in film come Possession - Una storia romantica (2002) con Gwyneth Paltrow, The Gathering Storm (2002) con Vanessa Redgrave, Il gioco di Ripley di Liliana Cavani con John Malkovich (2002), Actors con Michael Caine (2003) e The Long Firm (2004).
Nel 2005 è protagonista di due film Il nascondiglio del diavolo - The Cave e I fratelli Grimm e l'incantevole strega. Nel 2006 è di nuovo sul grande schermo con Piper Perabo nella commedia romantica Imagine Me & You diretta da Ol Parker.

### Il successo
La svolta nella carriera dell'attrice avviene quando viene scelta per interpretare la regina Gorgo in 300, diretto da Zack Snyder e basato sulla graphic novel di Frank Miller. Il ruolo le regala una certa popolarità, nonché l'attenzione della critica per l'interpretazione della regina degli Spartani. Nello stesso anno è inoltre accanto a Wesley Snipes in The Contractor - Rischio supremo e in un cameo nella commedia inglese St. Trinian's con Colin Firth e Rupert Everett. L'anno seguente escono al cinema il film biografico tedesco The Red Baron (Der rote Baron) sulla vita del pilota della prima guerra mondiale.
Sempre nel 2007 ottiene un altro ruolo importante, è infatti il nuovo volto di Sarah Connor nella serie TV Terminator: The Sarah Connor Chronicles, che porta sul piccolo schermo le vicende di Sarah Connor e di suo figlio John in seguito agli eventi narrati in Terminator 2 - Il giorno del giudizio. Lena Headey è stata dal 2011 al 2019 impegnata nelle riprese della serie tv Il Trono di Spade per la rete televisiva americana HBO, giunto alla ottava stagione: l'attrice ha interpretato la regina Cersei Lannister. Nel 2013 compare nel film  Shadowhunters - Città di ossa, basato sul primo romanzo della saga di Cassandra Clare. Nel 2017 è stata protagonista del video musicale del brano Ill Ray (The King), che fa parte dell'album For Crying Out Loud della band britannica dei Kasabian.

## Vita privata
Ha dichiarato in un'intervista di soffrire dall'età di quindici anni di depressione. Ha praticato per molti anni la boxe, e pratica lo yoga da quando ha visitato l'India per il film Mowgli - Il libro della giungla. 
Si è sposata il 19 maggio 2007 con il musicista Peter Paul Loughran, da cui ha avuto un figlio, nato il 31 marzo 2010; i due si separarono nel 2011 e hanno divorziato nel 2013. Il 10 luglio 2015 ha dato alla luce una bambina, avuta dal regista Dan Cadan, con cui si è fidanzata nel 2017 e separata nel 2019. Nel 2020 inizia la frequentazione con l'attore Marc Menchaca, con il quale convola a nozze con una cerimonia privata in Italia nell'ottobre 2022.

## Filmografia

### Cinema
- Waterland - Memorie d'amore (Waterland), regia di Stephen Gyllenhaal (1992)
- Quel che resta del giorno (The Remains of the Day), regia di James Ivory (1993)
- Century, regia di Stephen Poliakoff (1993)
- Mowgli - Il libro della giungla (The Jungle Book), regia di Stephen Sommers (1994)
- Grotesque (The Grotesque), regia di John-Paul Davidson (1995)
- Face, regia di Antonia Bird (1997)
- Mrs. Dalloway, regia di Marleen Gorris (1997)
- Due volte ieri (The Man with Rain in His Shoes), regia di María Ripoll (1998)
- Onegin, regia di Martha Fiennes (1999)
- Ropewalk, regia di Matt Brown (2000)
- Gossip, regia di Davis Guggenheim (2000)
- Aberdeen, regia di Hans Petter Moland (2000)
- Inside-Out, regia di Charles Guard e Thomas Guard – cortometraggio (2000)
- Un'insolita missione (The Parole Officer), regia di John Duigan (2001)
- Anazapta, regia di Alberto Sciamma (2002)
- Possession - Una storia romantica (Possession), regia di Neil LaBute (2002)
- Il gioco di Ripley (Ripley's Game), regia di Liliana Cavani (2002)
- Actors (The Actors), regia di Conor McPherson (2003)
- No Verbal Response, regia di Helena Smith – cortometraggio (2003)
- Il nascondiglio del diavolo - The Cave (The Cave), regia di Bruce Hunt (2005)
- I fratelli Grimm e l'incantevole strega (The Brothers Grimm), regia di Terry Gilliam (2005)
- Round About Five, regia di Charles Guard e Thomas Guard – cortometraggio (2005)
- Imagine Me & You, regia di Ol Parker (2005)
- Vacancy, regia di Yunsun Chae – cortometraggio (2006)
- 300, regia di Zack Snyder (2007)
- The Contractor - Rischio supremo (The Contractor), regia di Josef Rusnak (2007)
- St. Trinian's, regia di Oliver Parker e Barnaby Thompson (2007) - Cameo
- Rotto (The Brøken), regia di Sean Ellis (2008)
- Il Barone Rosso (Der rote Baron), regia di Nikolai Müllerschön (2008)
- Whore, regia di Thomas Dekker (2008)
- The Devil's Wedding, regia di Dan Cadan – cortometraggio (2009)
- Laid to Rest, regia di Robert Hall (2009)
- Tell-Tale, regia di Michael Cuesta (2009)
- Che fine ha fatto Pete Smalls? (Pete Smalls Is Dead), regia di Alexandre Rockwell (2010)
- Dredd - Il giudice dell'apocalisse (Dredd), regia di Pete Travis (2012)
- Shadowhunters - Città di ossa (The Mortal Instruments: City of Bones), regia di Harald Zwart (2013)
- La notte del giudizio (The Purge), regia di James DeMonaco (2013)
- The Adventurer - Il mistero dello scrigno di Mida (The Adventurer: The Curse of the Midas Box), regia di Jonathan Newman (2013)
- 300 - L'alba di un impero (300: Rise of an Empire), regia di Noam Murro (2014)
- PPZ - Pride + Prejudice + Zombies (Pride and Prejudice and Zombies), regia di Burr Steers (2016)
- Una famiglia al tappeto (Fighting with My Family), regia di Stephen Merchant (2019)
- The Flood, regia di Anthony Woodley (2019)
- Twist, regia di Martin Owen (2021)
- Gunpowder Milkshake, regia di Navot Papushado (2021)
- Nine Bullets - Fuga per la libertà (9 Bullets), regia di Gigi Gaston (2022)

### Televisione
- Screen Two – serie TV, episodio 9x01 (1993)
- How We Used to Live – serie TV, episodi 9x02-9x03-9x04 (1993)
- Spender – serie TV, episodi 3x01-3x05 (1993)
- Soldier Soldier – serie TV, episodi 3x01-3x02-3x03 (1993)
- Fair Game, regia di Alan Dossor – film TV (1994)
- MacGyver: Trail to Doomsday, regia di Charles Correll – film TV (1994)
- Devil's Advocate, regia di Adrian Shergold – film TV (1995)
- Loved Up, regia di Peter Cattaneo – film TV (1995)
- Ballykissangel – serie TV, episodio 1x02 (1996)
- Band of Gold – serie TV, 8 episodi (1996-1997)
- Kavanagh QC – serie TV, episodio 3x04 (1997)
- The Hunger – serie TV, episodio 1x02 (1997)
- Merlino (Merlin), regia di Steve Barron – miniserie TV (1998)
- Guerra imminente (The Gathering Storm), regia di Richard Loncraine – film TV (2002)
- The Long Firm – serie TV, episodio 1x02 (2004)
- Ultra, regia di Helen Shaver – film TV (2006)
- Terminator: The Sarah Connor Chronicles – serie TV, 31 episodi (2008-2009)
- White Collar – serie TV, episodio 3x07 (2011)
- Il Trono di Spade (Game of Thrones) – serie TV, 62 episodi (2011-2019)
- Infiltrati alla Casa Bianca - White House Plumbers (White House Plumbers) – miniserie TV, 5 puntate (2023)

### Doppiatrice
- Super Hero Squad Show – serie animata, episodio 1x13 (2009)
- Uncle Grandpa – serie animata, 4 episodi (2014-2017)
- Danger Mouse – serie animata, 8 episodi (2015-2017)
- Kingsglaive: Final Fantasy XV, regia di Takeshi Nozue (2016)
- Trollhunters - I racconti di Arcadia (Trollhunters: Tales of Arcadia) – serie animata, 13 episodi (2017-2018)
- Rise of the Teenage Mutant Ninja Turtles - Il destino delle Tartarughe Ninja (Rise of the Teenage Mutant Ninja Turtles) – serie animata, 9 episodi (2018-2020)
- Dark Crystal - La resistenza (The Dark Crystal: Age of Resistance) – serie animata, 6 episodi (2019)
- I Maghi - I racconti di Arcadia (Wizards: Tales of Arcadia) – serie animata, 9 episodi (2020)
- Infinity Train – serie animata, 9 episodi (2019-2021)
- Masters of the Universe: Revelation – serie animata, 10 episodi (2021)
- DC League of Super-Pets, regia di Jared Stern (2022)

## Riconoscimenti
- Golden Globe
  - 2017 – Candidatura alla miglior attrice non protagonista in una serie per Il Trono di Spade

- Emmy Award
  - 2014 – Candidatura alla miglior attrice non protagonista in una serie drammatica per Il Trono di Spade
  - 2015 – Candidatura alla miglior attrice non protagonista in una serie drammatica per Il Trono di Spade
  - 2016 – Candidatura alla miglior attrice non protagonista in una serie drammatica per Il Trono di Spade
  - 2018 – Candidatura alla miglior attrice non protagonista in una serie drammatica per Il Trono di Spade
  - 2019 – Candidatura alla miglior attrice non protagonista in una serie drammatica per Il Trono di Spade

- MTV Movie Awards 2007
  - Candidatura come miglior performance rivelazione per 300
- Teen Choice Awards
  - 2007 – Candidatura come miglior attrice in un film d'azione per 300

## Doppiatrici italiane
Nelle versioni in italiano delle opere in cui ha recitato, Lena Headey è stata doppiata da:
- Claudia Catani in Grotesque, Imagine Me & You, Il Trono di Spade, Dredd - Il giudice dell'apocalisse, Shadowhunters - Città di ossa, La notte del giudizio, 300 - L'alba di un impero, Una famiglia al tappeto, Twist
- Chiara Colizzi in Mrs. Dalloway, I fratelli Grimm e l'incantevole strega
- Stella Musy in Il gioco di Ripley, PPZ - Pride + Prejudice + Zombies
- Anita Caprioli in 300
- Anna Cesareni in Terminator: The Sarah Connor Chronicles
- Rita Baldini in Il nascondiglio del diavolo
- Claudia Razzi in Onegin
- Emanuela D'Amico in St. Trinian's
- Emanuela Rossi in The Contractor - Rischio supremo
- Cristina Boraschi in Quel che resta del giorno
- Eleonora De Angelis in Gossip
- Barbara De Bortoli in Parole officer - Un'insolita missione
- Francesca Guadagno in Merlino
- Laura Boccanera in Mowgli - Il libro della giungla
- Laura Lenghi in White Collar
- Tiziana Avarista in The Adventurer - Il mistero dello scrigno di Mida
- Roberta Pellini in Gunpowder Milkshake

Come doppiatrice, viene sostituita da:
- Mattea Serpelloni in Kingsglaive: Final Fantasy XV
- Cinzia De Carolis in Masters of the Universe: Revelation